# Tartarogryllus vicinus
Tartarogryllus vicinus är en insektsart som beskrevs av Lucien Chopard 1968. Tartarogryllus vicinus ingår i släktet Tartarogryllus och familjen syrsor. Inga underarter finns listade i Catalogue of Life.